# میخک‌درختیان
میخک‌درختیان (Pittosporaceae) تیره‌ای از کرفس‌سانان درختی یا درختچه‌ای یا بالارونده است با ده سرده و ۲۰۰ گونه که در مناطق استوایی و گرمسیری می‌رویند.
نام دیگر آن تیره میخک زینتی است.

## سرده‌ها
- آئورانتیکارپا (سرده) L.Cayzer, Crisp & I.Telford
- Bentleya
- Billardiera Sm.
- Bursaria Cav.
- Cheiranthera A.Cunn. ex Brongn.
- Hymenosporum R.Br. ex F.Muell. (H. flavum being the sole species)
- Marianthus
- میخک درختی A.Cunn. ex Putt. (including Citriobatus)
- Pronaya
- Rhytidosporum
- Sollya